# Punzo (cognome)
Punzo è un cognome di lingua italiana.

## Origine e diffusione
Deriva dal latino punctius, ovvero pungente e più anticamente dal nomen di origine sannitica Pontius.
Oggi è diffuso principalmente nel napoletano.

## Persone
- Armando Punzo (1959) – drammaturgo e regista teatrale italiano
- Ciro Punzo (1850-1925) – pittore italiano
- Giorgio Punzo (1911-2005) – naturalista, etologo e filosofo italian